# Jaipur
Jaipur er hovedstaden og den største by i delstaten Rajasthan i det nordlige Indien. Indbyggertalet er ca. 3.073.350(2011) indbyggere, hvilket gør den til den tiende mest folkerige by i Indien. Jaipur er også kendt som den lyserøde by på grund af den dominerende farve på dens bygninger. Den ligger 268 km fra Indiens hovedstad New Delhi. Den 6. juli 2019, indskrev UNESCO's Verdensarvskomité Jaipur, "den lyserøde by i Indien", på sin liste over verdensarvssteder .

## Historie
Jaipur blev grundlagt i 1727 af Maharaja Sawai Jai Singh 2. af Amber og tog hans navn (-pur betyder "by"). I modsætning til de snævre basarstræder i mange andre indiske byer har Jaipur brede og retvinklet veje, som udgør et mandala. Byen blev til kongeriget Jaipurs hovedstad. I det 19. århundrede blev kongeriget en vasalstat i Britisk Indien.
Kongeriget Jaipur sluttede sig til Indien i 1948, og byen Jaipur blev til delstatens hovedstad.

## Eksterne links
- Officiel hjemmeside Arkiveret 5. november 2005 hos  Wayback Machine (engelsk)